# Štítná nad Vláří-Popov
Obec Štítná nad Vláří-Popov se nachází v okrese Zlín ve Zlínském kraji, v údolí řeky Vláry a potoka Járku jihozápadně od Brumova-Bylnice a jižně od Valašských Klobouk. Žije zde přibližně 2 100 obyvatel.

## Historie
První písemná zmínka o Štítné nad Vláří a Popově se objevuje roku 1374, ale osada Štítná vznikla již daleko dříve. Od druhé poloviny 13. století patřila pod brumovské panství a od roku 1662 byla součástí Brumova. V roce 1663 byla obec vypálena, v roce 1877 vyhořelo zase 109 domů – převážná část osady.

## Obyvatelstvo
| Rok            | 1869 | 1880 | 1890 | 1900 | 1910 | 1921 | 1930 | 1950 | 1961 | 1970 | 1980 | 1991 | 2001 | 2011 |
| -------------- | ---- | ---- | ---- | ---- | ---- | ---- | ---- | ---- | ---- | ---- | ---- | ---- | ---- | ---- |
| Počet obyvatel | 1462 | 1465 | 1687 | 1836 | 1784 | 1994 | 2048 | 1954 | 2355 | 2363 | 2368 | 2348 | 2344 | 2218 |
| Počet domů     | 236  | 244  | 263  | 284  | 297  | 315  | 342  | 384  | 425  | 480  | 545  | 622  | 642  | 654  |

## Části obce
- Popov
- Štítná nad Vláří

## Sport
Nachází se zde nově opravené koupaliště, lyžařský vlek, tenisové kurty a fotbalové hřiště, vedle kterého je i nové hřiště s umělou trávou.

## Pamětihodnosti
- Kostel svatého Josefa, pěstouna Páně ve Štítné nad Vláří
- Boží muka

## Galerie

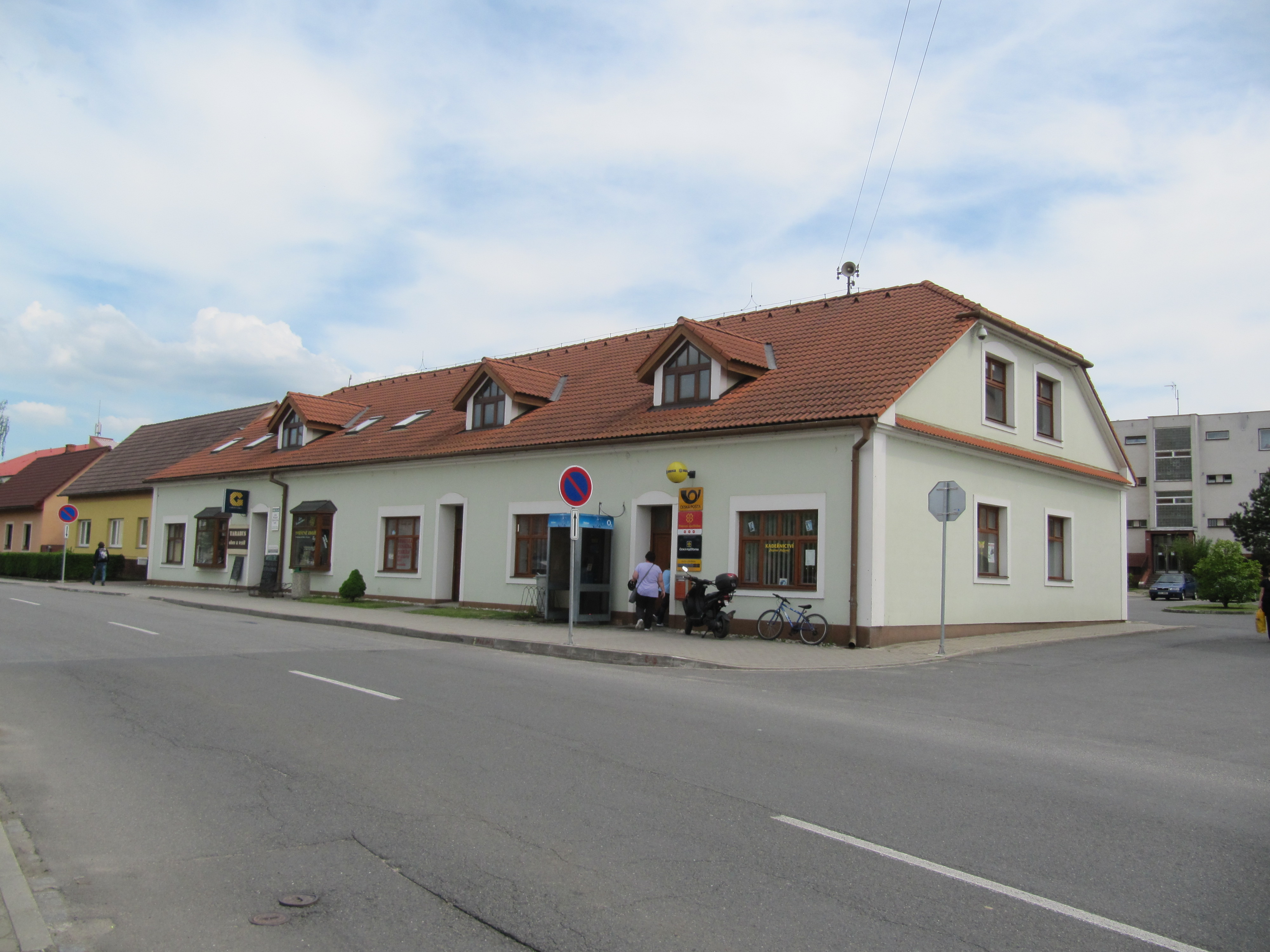
Pošta
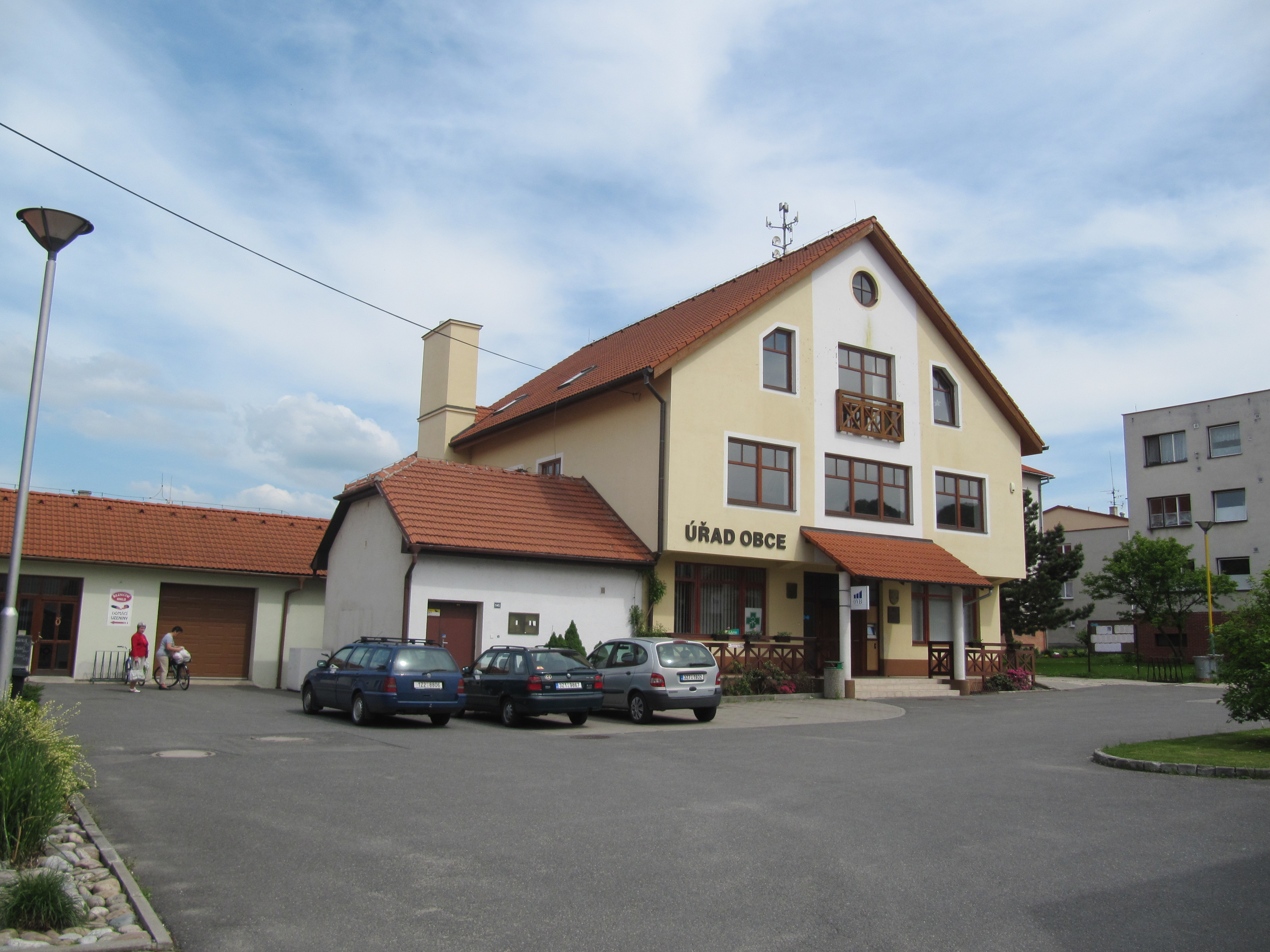
Obecní úřad
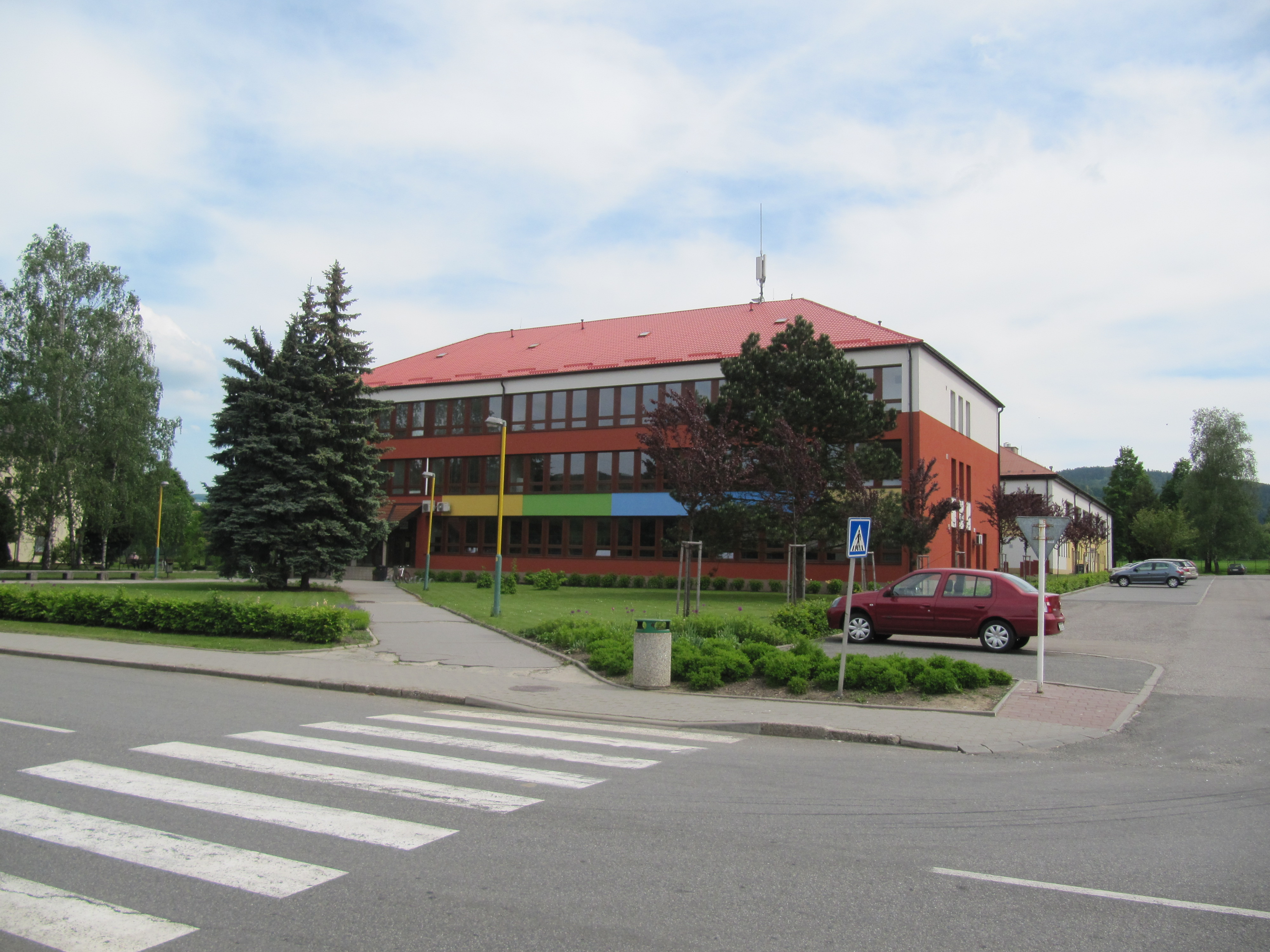
Základní škola Gabry a Málinky
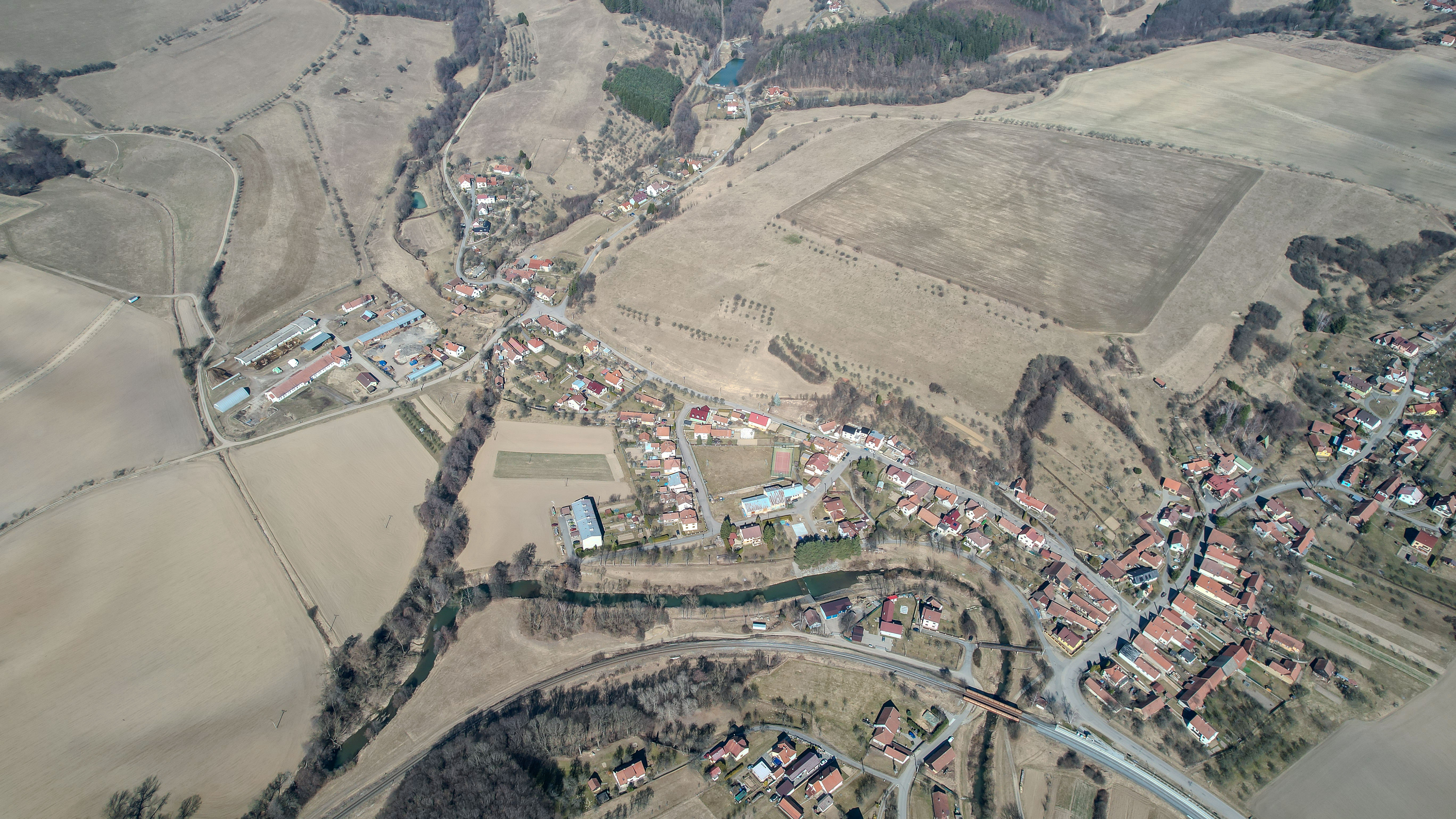
Letecký pohled na část obce Popov
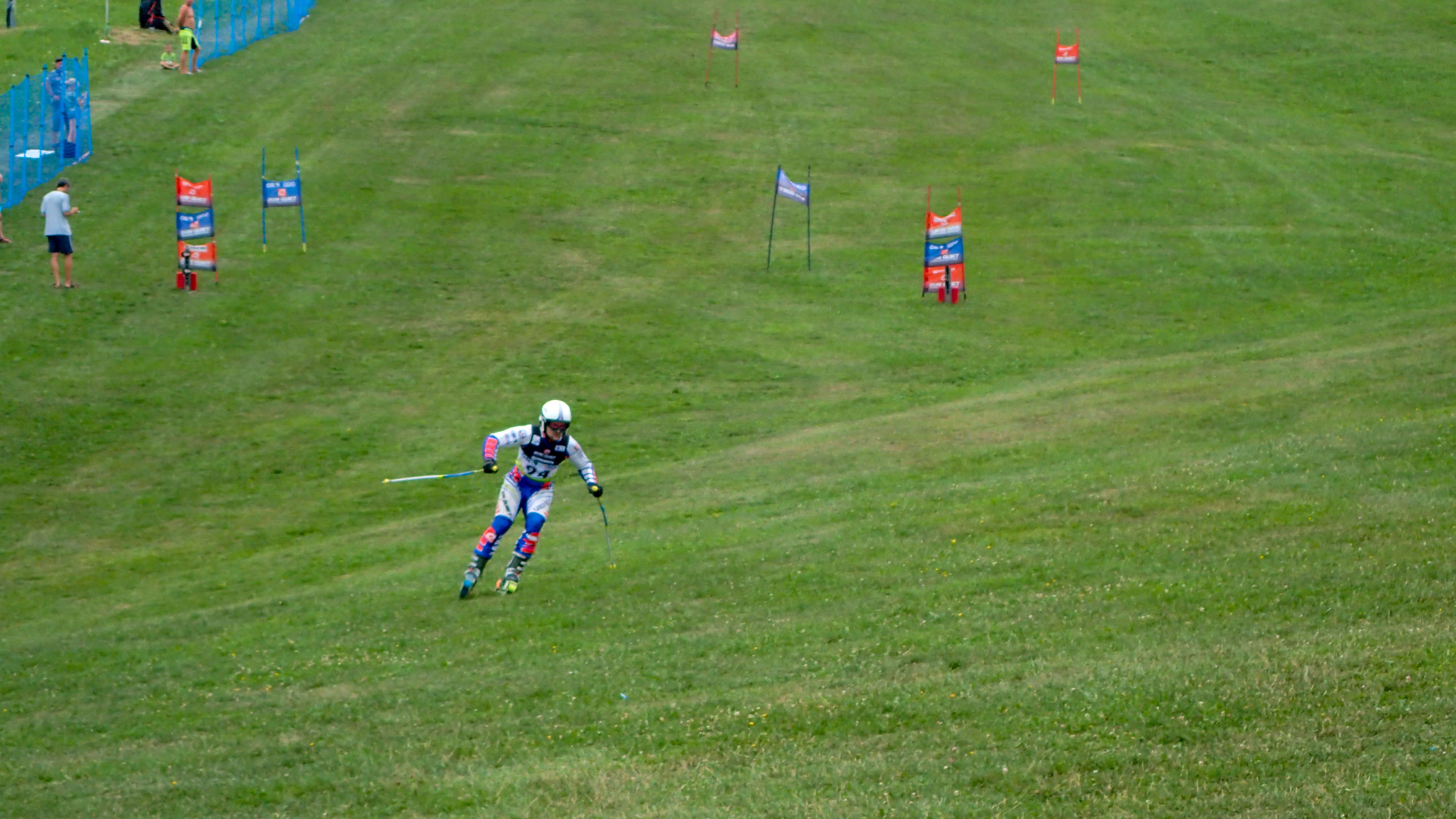
Český pohár v travním lyžování

## Doprava
Obcí prochází železniční trať Staré Město u Uherského Hradiště – Vlárský průsmyk, tzv. Vlárská dráha, na které je zde zřízena zastávka Popov, a silnice II/495.

## Meteorologická stanice
Meteorologickou stanici ve Štítné nad Vláří zřídil Český hydrometeorologický ústav Brno 1. září 1994. V roce 1999 byla tato stanice zrušena a nainstalovaná plně automatická, řízená počítačem, s odesíláním naměřených dat do centrály v Brně. Stanice měří: teplotu ve 2,20 m, teplotu půdy do hloubky 1 m, sílu a směr větru, dobu a množství srážek, vrstvu sněhu a jeho hodnotu, vlhkost vzduchu, sluneční svit, hustotu mraků, mlhu, ledovku, náledí a ostatní meteorologické jevy. Štítná má pověst nejchladnějšího místa v kraji. Tuto skutečnost značně ovlivňuje poloha vesnice. Naproti tomu vítr bývá obyčejně mírný nebo slabý.